# Тибо, Майк
Майк Тибо (англ. Mike Thibault; род. 28 сентября 1950, Сент-Пол, Миннесота) — американский баскетбольный тренер. За годы карьеры тренировал клубы младших североамериканских лиг («Калгари 88с» во Всемирной баскетбольной лиге, «Омаха Рейсерс» в Континентальной баскетбольной ассоциации), был скаутом и помощником тренера в командах НБА, дважды был тренером мужской сборной США, а с 2003 года тренирует клубы Женской НБА. Тибо завоевал титул чемпиона Женской НБА 2019 года, признавался тренером года во Всемирной баскетбольной лиге (1988) и Женской НБА (2006, 2008, 2013), а также спортсменом года в Омахе в 1993 году.

## Биография

### Юность и начало тренерской карьеры
Майк Тибо родился в Сент-Поле (Миннесота) и первые шесть лет жизни провёл в Хейстингсе (Миннесота), где его отец, Фрэнк, был учителем средней школы. Однако миннесотский климат оказался слишком суровым для детей в семье Тибо, и пять из восьми братьев и сестёр Майка умерли от кистодного фиброза — болезни, поражающей лёгкие. После этого семья перебралась в Калифорнию.
В Калифорнии Майк окончил среднюю школу и поступил в Университет штата Калифорния в Сан-Хосе на специальность «музыковедение». Два года спустя ему была предложена должность тренера школьной баскетбольной команды в Санта-Кларе, и он перешёл в местный университет, где сменил основную специальность на филологию. На этом этапе Тибо планировал для себя карьеру школьного учителя английского языка и физкультуры. Однако за работой в школе последовало предложение должности главного тренера в подготовительном колледже, а затем — помощника тренера в Университете Святого Мартина в Лейси (штат Вашингтон). Тибо совмещал тренерскую работу с учёбой и в итоге сам окончил университет только в 1979 году.

### Мужские профессиональные клубы
Ещё работая в Университете Святого Мартина, Тибо начал выполнять обязанности скаута для клуба НБА «Лос-Анджелес Лейкерс». По окончании учёбы он был нанят на эту работу на полную ставку, а год уже занимал должность директора команды по скаутингу и помощника главного тренера. За время работы Тибо в тренерской команде «Лейкерс» клуб дважды (в 1980 и 1982 годах) выигрывал чемпионат НБА. После победы в 1982 году ему была предложена вдвое более высокая зарплата в «Чикаго Буллз» в роли директора по работе с игроками. Тибо сыграл роль в заключении контрактов с такими игроками как Майкл Джордан, Чарльз Окли и Джон Пакссон.
Тибо расстался с «Чикаго» после сезона 1985/1986. В 1987—1989 годах он занимал пост главного тренера клуба Всемирной баскетбольной лиги «Калгари 88с» и в 1988 году был признан в этой лиге тренером года. В 1989 году он возглавил клуб Континентальной баскетбольной ассоциации «Омаха Рейсерс». Эту команду Тибо тренировал на протяжении восьми сезонов, каждый раз выходя с ней в плей-офф лиги, а в 1993 году завоевав чемпионский титул. В этом же году он был признан спортсменом года Омахи по результатам опроса спортивных комментаторов. В общей сложности Тибо выиграл с «Омахой» 236 матчей — шестой результат за историю КБА. В 1993 году он в качестве главного тренера привёл мужскую сборную США к победе в квалификационном турнире чемпионата мира, а через два года — к серебряным медалям Панамериканских игр в Аргентине.
После окончания работы с «Омахой» Тибо был скаутом «Сиэтл Суперсоникс». Его последней должностью Тибо в НБА стала работа помощником главного тренера «Милуоки Бакс». Тибо занимал этот пост четыре года, прежде чем Джордж Карл одновременно уволил всех своих помощников.

### Женская НБА
Сразу после этого Тибо принял предложение клуба Женской НБА «Коннектикут Сан» занять пост главного тренера этой команды. Он тренировал коннектикутский клуб десять сезонов, за это время дважды побывав с ним в финале лиги (в том числе в 2004 году, когда обыграть «Сиэтл Шторм» его подопечным помешал только промах Никеши Сейлз на последних секундах). В восьми из десяти сезонов его команда попадала в плей-офф. Свои первые 100 побед с «Сан» Тибо одержал за 159 матчей; за сезоны 2003—2008 годов его клуб одержал 127 побед — рекордный показатель на протяжении этих шести сезонов, разделённый с «Детройт Шок», а баланс побед и поражений 26-8, который «Сан» показали дважды подряд (в 2005 и 2006 годах), в Восточной конференции Женской НБА не был улучшен никем и десять лет спустя. Дважды — в 2006 и 2008 годах — Тибо признавался в Женской НБА тренером года.
Решение расстаться с Тибо было принято руководством «Коннектикута» после поражения в финале конференции в 2012 году. Вслед за этим он подписал контракт в качестве главного тренера и генерального менеджера с «Вашингтон Мистикс» — командой, за предыдущие два сезона имевшей баланс побед и поражений 11-57. В первый же сезон с «Вашингтоном» Тибо вывел клуб в плей-офф Женской НБА впервые за последние девять лет. Одновременно он побил рекорд по количеству побед в лиге среди тренеров Женской НБА. По итогам сезона Тибо был в третий раз за карьеру признан тренером года Женской НБА. В следующие два сезона «Мистикс» с Тибо также пробивались в плей-офф, а в сезоне 2017 года впервые за 15 лет прошли дальше, чем первый круг. На следующий год Тибо одержал свою 300-ю победу как тренер Женской НБА и впервые в истории клуба вывел его в финал лиги, а в 2019 году стал с «Вашингтоном» чемпионом Женской НБА. Этот титул стал первым в ЖНБА и для «Мистикс», и для их главного тренера.
За годы работы с женскими клубами Тибо получил несколько предложений вернуться в НБА. Однако ни одно из этих предложений не было связано с постом главного тренера, и все они были отклонены.

## Семья
Жена Нэнси родила Майку Тибо двоих детей — сына Эрика и дочь Карли. И сын, и дочь пошли по стопам отца, став баскетбольными тренерами, причём Эрик работал вместе с отцом в качестве помощника главного тренера «Вашингтон Мистикс», дочь с 2020 года работает главным тренером женской команды университета Миннесоты.

## Награды
- Тренер года Всемирной баскетбольной лиги (1988)
- Чемпион Континентальной баскетбольной ассоциации (1993)
- Спортсмен года в Омахе (1993)
- Серебряный призёр Панамериканских игр (1995)
- Тренер года женской НБА (2006, 2008, 2013)
- Главный тренер матча всех звёзд женской НБА (2005, 2006)